# Прадамано
Прадама̀но (на италиански: Pradamano; на фриулски: Pradaman, Прадаман) е малко градче и община в Северна Италия, провинция Удине, автономен регион Фриули-Венеция Джулия. Разположено е на 96 m надморска височина. Населението на общината е 3566 души (към 2010 г.).